# Stollen westlich Leeden
Stollen westlich Leeden este o arie protejată (arie specială de conservare — SAC, sit de importanță comunitară — SCI) din Germania întinsă pe o suprafață de 0,31 ha, integral pe uscat.

## Localizare
Centrul sitului Stollen westlich Leeden este situat la coordonatele 52°12′57″N 7°52′47″E / 52.2158°N 7.8797°E.

## Înființare
Situl Stollen westlich Leeden a fost declarat sit de importanță comunitară în martie 2001 pentru a proteja 1 specie de animale. Situl a fost protejat și ca arie specială de conservare în martie 2004.

## Biodiversitate
Situată în ecoregiunea continentală, aria protejată nu include niciun habitat protejat.
La baza desemnării sitului se află o specie protejată de  mamifere: liliac de iaz (Myotis dasycneme).
Pe lângă speciile protejate, pe teritoriul sitului au mai fost identificate 2 specii de mamifere.